# Sarytsjev
Sarytsjev (Russisch: Вулкан Сарычева; Voelkan Sarytsjeva, Japans: Fuyō, Fuyō-san, Fuyō-yama, Fuyo-zan of Huyō San) is een stratovulkaan die bijna het hele Russische eiland Matoea (met name het noordwestelijk deel) van de Grote Koerilen bedekt. De vulkaan is een van de actiefste van de Koerilen en is vernoemd naar de Russische admiraal Gavril Sarytsjev van de Russische Keizerlijke Marine.

## Structuur en uitbarstingsgeschiedenis
De jonge vulkaan heeft een bijna symmetrische kegel met een hoogte van 1446 meter (volgens andere bronnen 1485 of 1496 meter). Er is veel fumaroleactiviteit.
De centrale kegel bevindt zich in de andesitische caldera van 3 bij 3,5 kilometer, die aan zuidwesten openligt. Aan alle zijden van de vulkaan liggen jonge lavastromen en pyroclastische stromen bestaande uit andesiet en basalt. Vulkanische uitbarstingen werden gemeld vanaf de 18e eeuw en deden zich voor in 1760, 1805, 1878-79, 1923, 1927-28, 1930, 1932, 1946, 1954, 1960, 1965, 1976, 1986, 1989 en 2009. Hierbij wisselden explosieve uitbarstingen zich af met rustig uittredende lavastromen. In 1946 vond de zwaarste uitbarsting plaats en bereikten de pyroclastische stromen de zee.
De uitbarsting van 2009 begon met de uitstoot van grote aswolken, waarvan het omringende luchtverkeer hinder ondervond. Aan het begin van de uitbarsting vloog het internationaal ruimtestation ISS over en werden daarvandaan foto's gemaakt toen door een schokgolf een gat ontstond in de overhangende bewolking, zodat de uitbarstingskolom bekroond door een hoedvormige pileuswolk zichtbaar waren. Door de uitbarsting nam de oppervlakte van het eiland toe met 1,5 km², daalde de hoogte van de vulkaan met 40 mm en verschoof ongeveer 30 mm naar het noorden. De uitbarsting werd geplaatst op VEI=4. Bij de uitbarsting werd ongeveer 400 ton tefra uitgestoten.

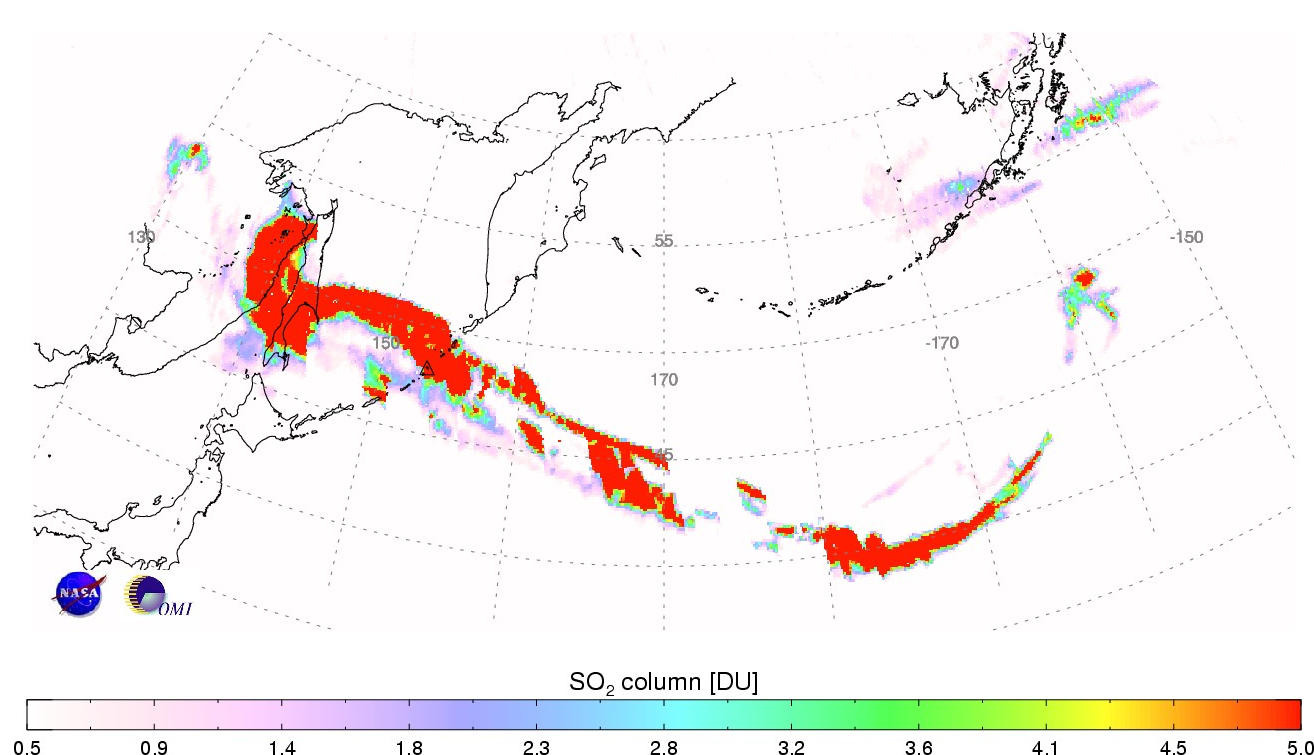
zwaveldioxidewolk veroorzaakt door de uitbarsting van 2009 (in dobson).
- Uitbarstingsbeelden vanuit het internationaal ruimtestation ISS (12 juni 2009)
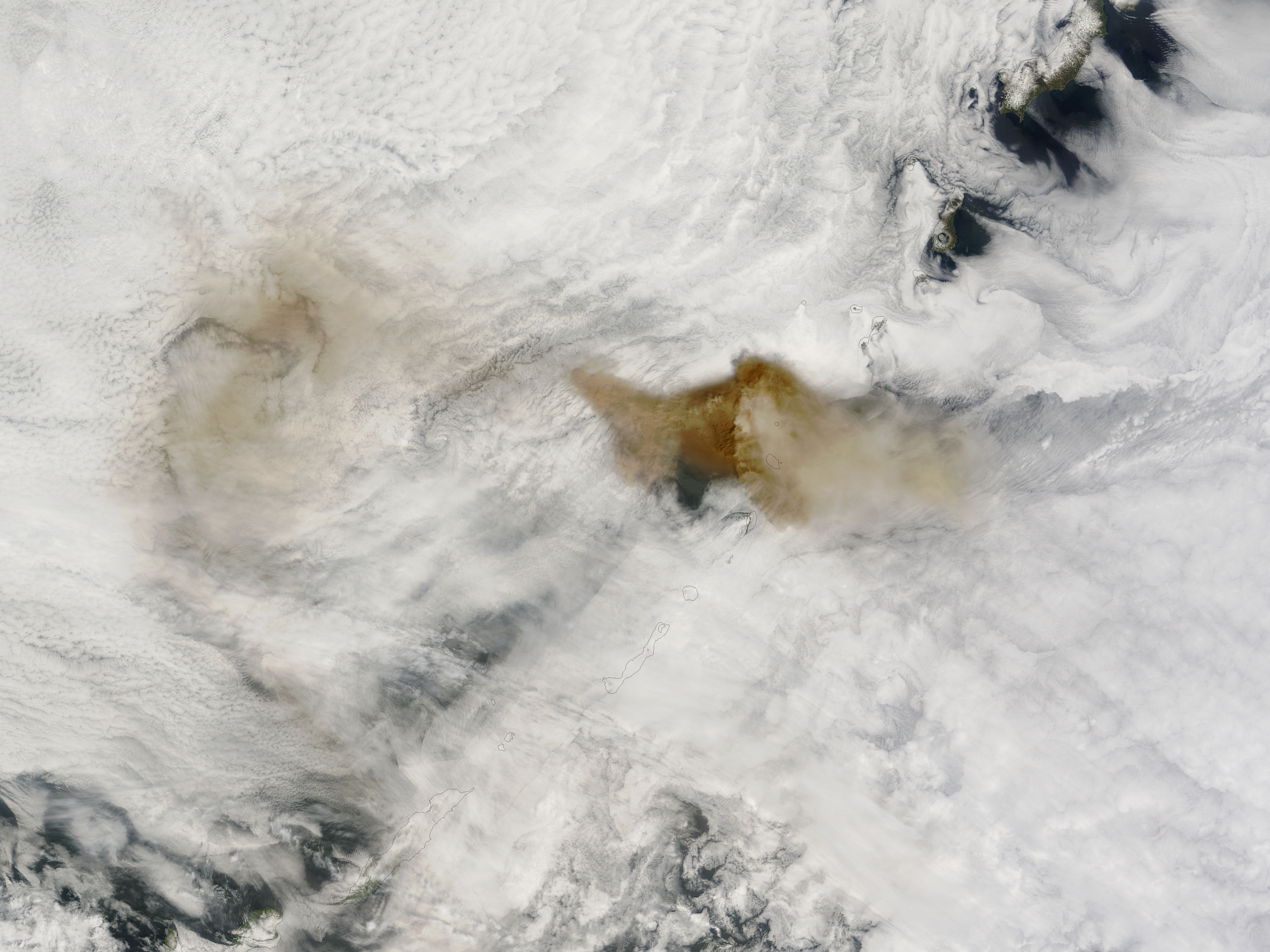
14 juni (13:05)
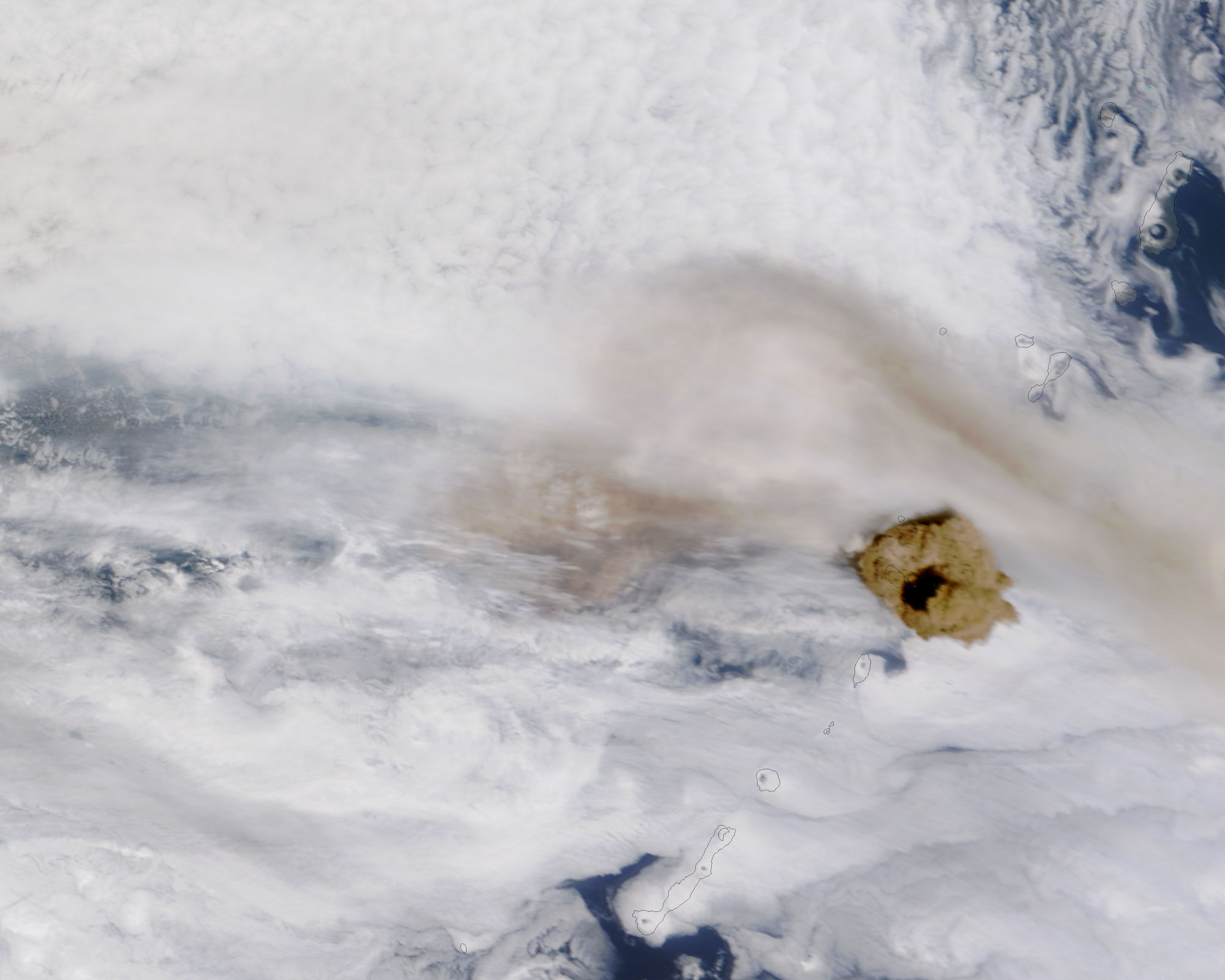
15 juni (13:45)
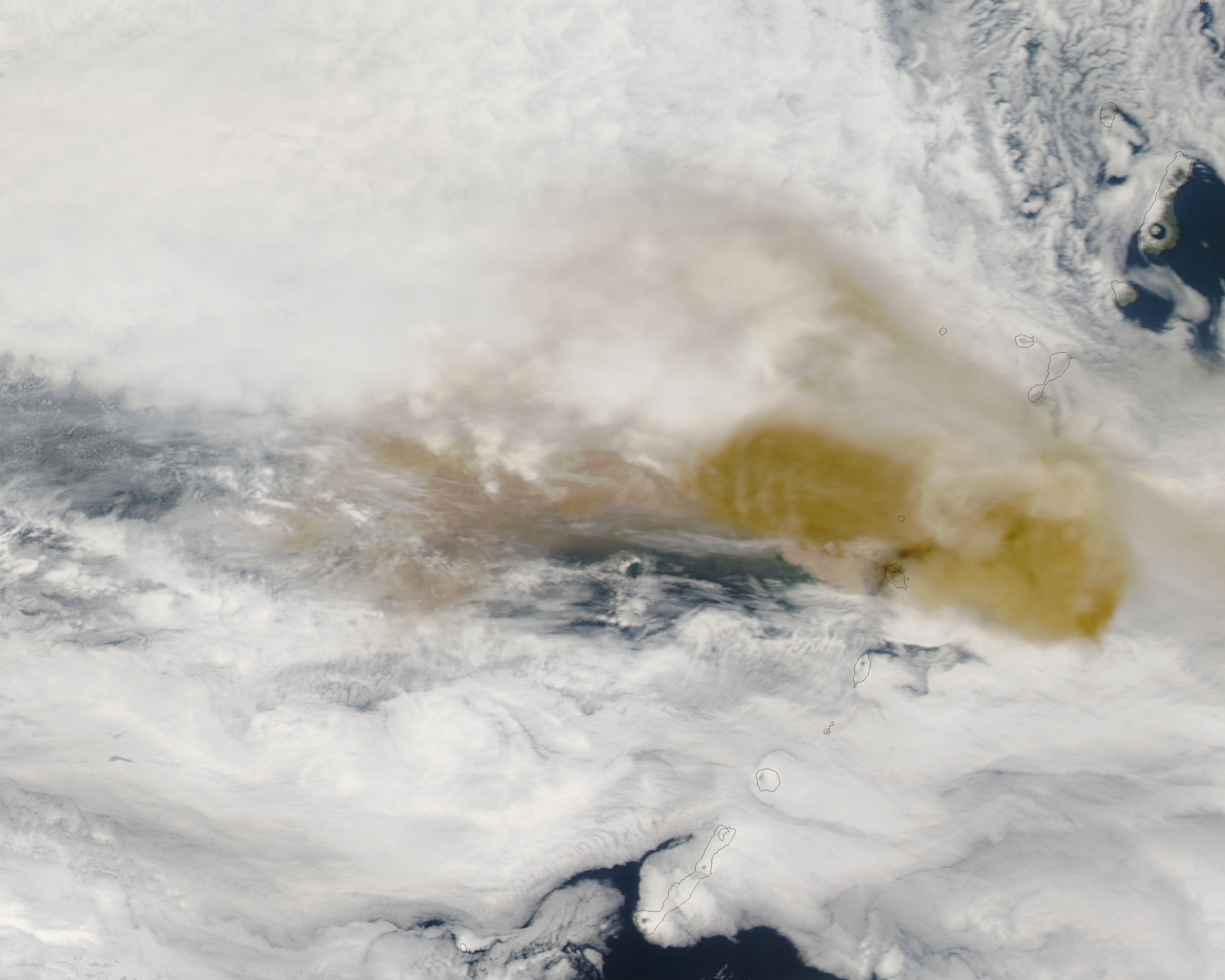
15 juni (15:35)